# Il vascello misterioso
Il vascello misterioso  (Sealed Cargo) è un film di guerra del 1951, diretto da Alfred L. Werker.

## Trama
Durante la Seconda Guerra Mondiale, nel 1943, il capitano Pat Banyon, comandante del peschereccio Daniel Webster, torna nel porto di Gloucester, Massachusetts, dopo una battuta di pesca. Qui, sebbene riluttante, accetta di trasportare una donna di nome Margaret McLean  fino a Trabo, una piccola comunità di Terranova. A corto di uomini, assume il marinaio danese Konrad, dopodiché il Daniel Webster salpa verso i banchi di pesca del Grand Banks. Durante il viaggio, l’altro marinaio danese a bordo, Holger, scopre che la radio è stata sabotata, facendo sorgere sospetti su Konrad o addirittura su Margaret come possibili agenti tedeschi. Una notte, immersi nella nebbia, l’equipaggio sente degli spari e si imbatte nel Den Magre Kvinde, un veliero danese in difficoltà. A bordo della nave, che ha subito molti danni, trovano solo il capitano Skalder, sotto shock, e un cadavere. Skalder sostiene che l’equipaggio abbia abbandonato la nave in seguito ad una tempesta e che, in seguito, un U-Boot tedesco l'abbia attaccata. Il Daniel Webster prende il veliero a rimorchio per condurlo a Trabo.  Konrad, però, nota delle incongruenze: i colpi tedeschi sono diretti sopra la linea di galleggiamento invece che sotto, e la scialuppa coperta da un telo crivellato di proiettili è inspiegabilmente intatta. Esplorando la stiva, Banyon e Konrad scoprono un secondo compartimento segreto, ricolmo di siluri: il veliero è in realtà una nave rifornitrice per gli U-Boot. Holger viene sorpreso mentre comunica con i tedeschi via radio. Tuttavia, prima che possano dare l’allarme, l’equipaggio di Skalder ritorna, costringendo Banyon e Konrad a far finta di non sapere nulla. Un idrovolante canadese atterra nel porto e un ufficiale controlla i documenti di Skalder, senza trovare nulla di sospetto. Tuttavia, avvisa che una corvetta arriverà l’indomani per ispezionare il carico. Banyon, intuendo il pericolo imminente, elabora un piano per smascherare i tedeschi e impedire i loro piani. Da qui inizia una pericolosa sfida tra astuzia e inganno, con il destino dei protagonisti  appeso a un filo.